# Scenes and Incidents, Russo-Japanese Peace Conference, Portsmouth, N. H.
Scenes and Incidents, Russo-Japanese Peace Conference, Portsmouth, N. H. é um filme documentário dos Estados Unidos de 1905. O curta-metragem provavelmente foi dirigido por Edwin S. Porter.